# Саэнс Пенья, Луис
Лу́ис Са́энс Пе́нья (исп. Luis Sáenz Peña, 2 апреля 1822, Буэнос-Айрес — 4 декабря 1907, Буэнос-Айрес) — аргентинский адвокат и политик. Занимал пост президента Аргентины в 1892—1895 годах. Отец Роке Саэнса Пеньи, президента Аргентины в 1910—1914 годах.

## Биография
Получил юридическое образование в Университете Буэнос-Айреса, принял участие в конституционном собрании 1860 года. Несколько раз избирался депутатом и сенатором. В 1882 году занял пост в Верховном суде провинции Буэнос-Айрес. Позже работал на посту председателя банка провинции, директора Академии юридических наук, занимал пост в Генеральном совете Образования страны.
12 октября 1892 года Саэнс Пенья стал президентом страны. Из-за многочисленных протестов радикалов он был вынужден подать в отставку 23 января 1895 года. Власть перешла в руки Хосе Эваристо де Урибуру, который пробыл на посту президента до конца 1898 года. Похоронен на кладбище Реколета.